# Vysoká hudební škola Carla Marii von Webera v Drážďanech
Vysoká hudební škola Carla Marii von Webera v Drážďanech (německy Hochschule für Musik Carl Maria von Weber Dresden) je státní vzdělávací instituce univerzitního typu, jež byla založena jako soukromá konzervatoř 1. února 1856 a po druhé světové válce získala univerzitní status. V současné době zde studuje přibližně 600 studentů.

## Historie

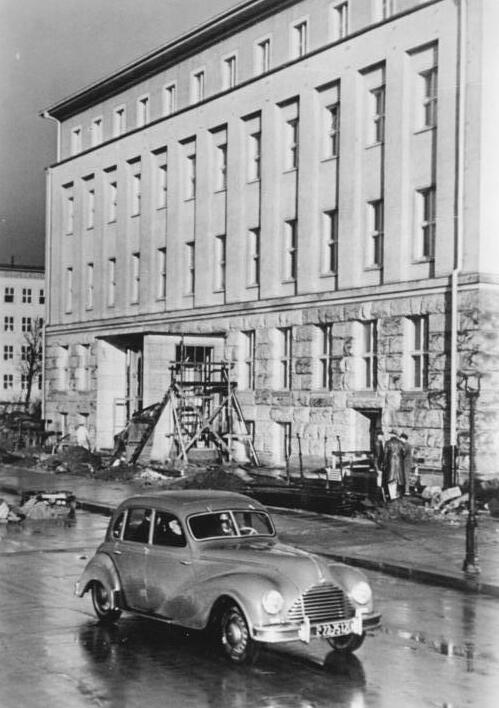
Budova Vysoké hudební školy v roce 1952

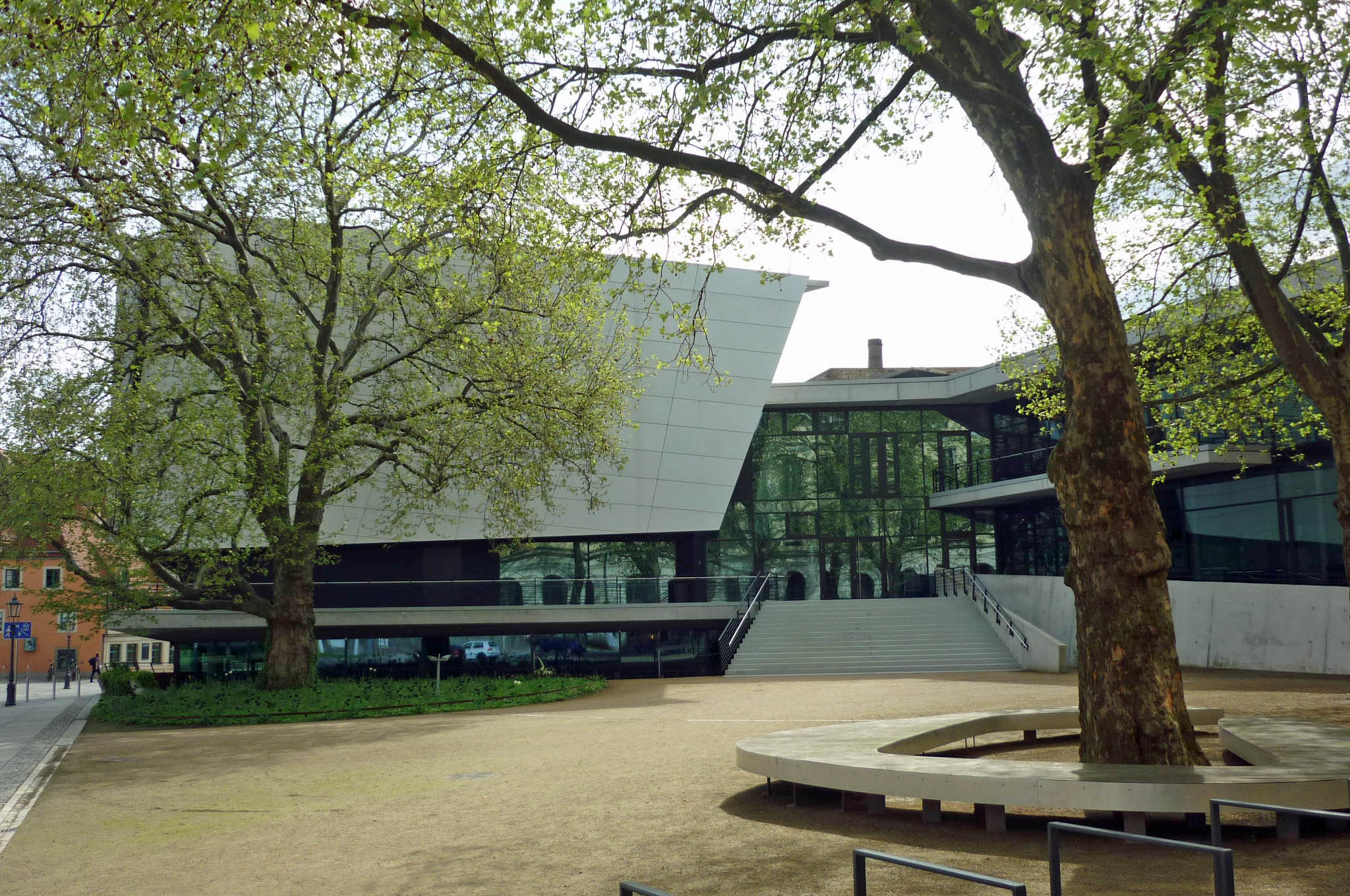
Budova nového koncertního sálu

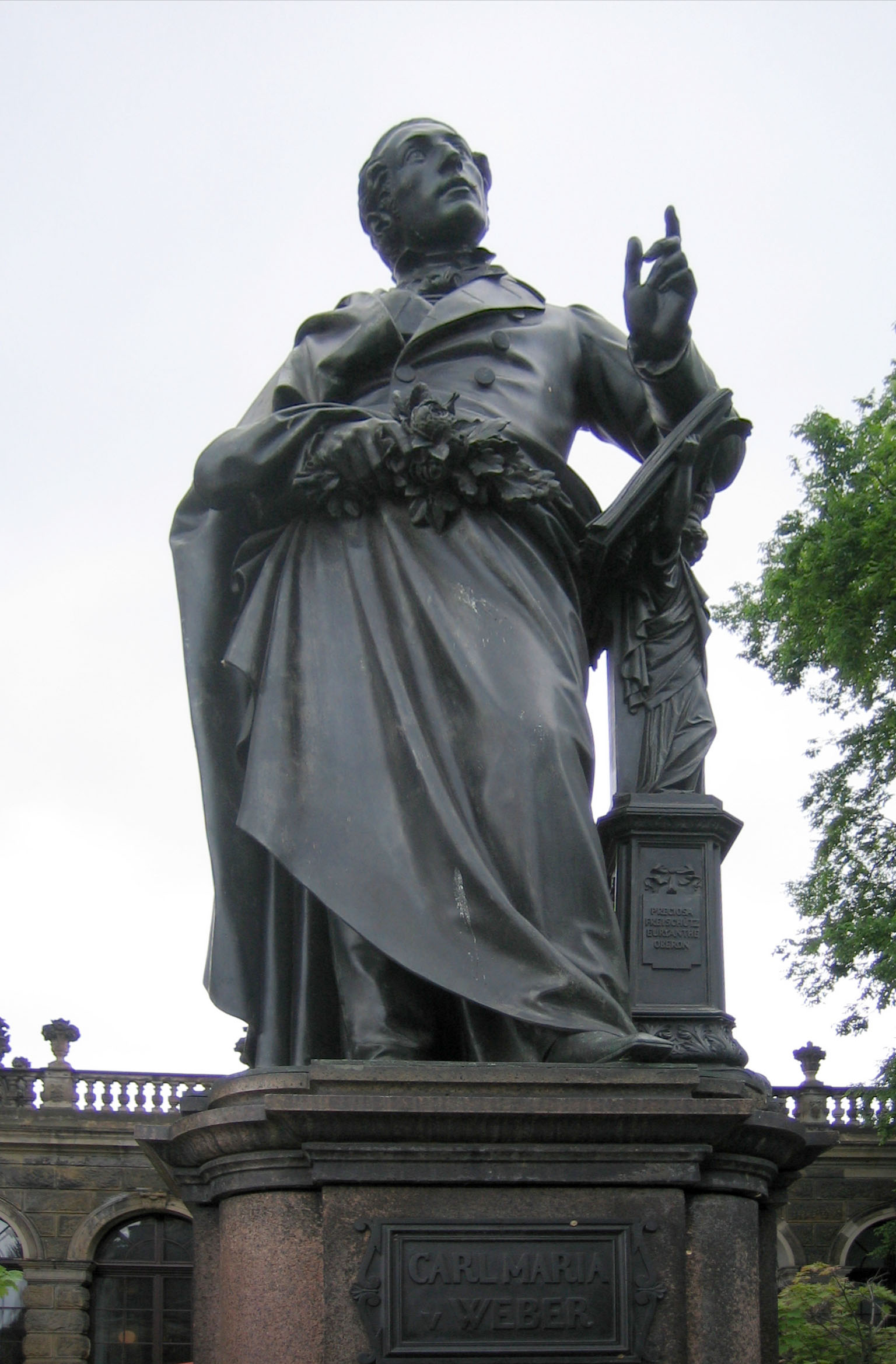
Pomník Carla Marii von Webera na náměstí Theaterplatz v Drážďanech

Dnešní hudební školu založil 1. února 1856 komorní hudebník Friedrich Tröstler jako soukromou konzervatoř. V roce 1859 ji prodal Friderichu Pudorovi. Pod jeho vedením získala instituce označení Královská konzervatoř. Díky tomu v Drážďanech vynikla mezi řadou konkurenčních škol. Roku 1887 převzal od svého otce vedení Heinrich Pudor. Protože jeho koncept spoléhání se výhradně na německou hudbu se setkal se značnou kritikou, prodal roku 1890 konzervatoř Eugenu Krantzovi, jenž zde učil od roku 1869. Škola zůstala v majetku jeho rodiny po 47 let.
Kolem roku 1895 vyučovalo na škole více než 100 učitelů téměř 1000 studentů. Rodina Krantzů vytvořila profil hudební akademie s přidruženou divadelní školou a státním seminářem učitelů hudby. Konzervatoř byla tehdy nazývána Vysoká škola hudby a divadla. Uměleckým ředitelem byl kolem roku 1930 Paul Büttner. Hlavní sídlo se nacházelo v Landhausstraße 11, pobočky v ulicích Bautzner Straße, Werderstraße a Haydnstraße, jakož i později v Nicolaistraße. Pod záštitou města Drážďany se konzervatoř rozvinula v Akademii hudby, divadla a tance, jejímž ředitelem byl ve čtyřicátých letech Meyer-Giesow. Oborná umělecká příprava zahrnovala orchestrální školu, třídy komorní hudby, sborovou školu, sbormistrovskou školu, dirigentskou školu, seminář pro soukromé hudební pedagogy, oddělení školní hudby, operní školu, hereckou školu a oddělení scénických tanců a učitelů tance. Sídlem akademie byla v letech 1938–1945 budova na Seidnitzer Platz 6.
V roce 1951 byla v Blochmannstraße 2–4 dokončena nová budova akademie ve stylu socialistického klasicismu s pískovcovou bosáží a lizénami, která disponovala 21 učebnami. Dne 11. listopadu 1952 byla akademie povýšena na vysokou školu, jejímž prvním ředitelem se stal Karl Laux. Podle sovětského vzoru se skládala z hudební školy pro děti a mládež ve věku 14 až 18 let, konzervatoře se seminářem hudební výchovy a institutu opery a operety. V roce 1959 byla Vysoká škola pojmenována po Carlu Mariovi von Weberovi. V témže roce bylo založeno nyní mezinárodně uznávané Studio pro výzkum hlasu. Poté následovalo zřízení dalších ústavů.
V roce 2006 oslavila Vysoká škola 150 let od svého založení. O dva roky později byla slavnostně otevřena nová budova s koncertním sálem. V roce 2014 byly v areálu bývalé elektrány Kraftwerk Mitte otevřeny další učebny a kanceláře.
Vysoká škola se účastní projektu KlangNetz Dresden pro moderní hudbu a spolupracuje také s řadou dalších projektových partnerů z Drážďan a Saska. Patří mezi ně Německá akademická výměnná služba (DAAD), Drážďanská filharmonie, Krušnohorská filharmonie z Aue, Vysoká škola výtvarných umění v Drážďanech, Festival v Moritzburgu, Labská filharmonie v Sasku, Saská akademie umění, Saská hudební rada, Státní divadlo v Drážďanech a Semperova opera.

## Studijní programy a ústavy
Nabízené studijní programy jsou orchestrální hudba, zpěv, klavír, dirigování/korepetice, kompozice-hudební teorie, jazz/rock/pop, instrumentální a vokální pedagogika a školní hudba. Postgraduálně lze studovat obory: stará hudba, rytmika/elementární hudební pedagogika a komorní hudba. Vysoká hudební škola má oprávnění udělovat doktoráty z oborů: hudební věda, hudební pedagogika a hudební teorie.
Hlavním těžištěm studia je mimo jiné orchestrální vzdělávání, které probíhá za účasti řady hudebníků ze dvou hlavních orchestrů v Drážďanech, jakož i operní třídy, která se každý akademický rok podílí na dvou kompletních inscenacích. Obor jazz/rock/pop založený na podzim roku 1962 je jedním z nejstarších svého druhu v Německu.
Mezi výzkumná zařízení patří Ústav pro hudební vědu, Ústav pro hudební výchovu a výuku, Centrum hudební teorie a Ústav hudební medicíny se Studiem pro výzkum hlasu. Vysoká škola má rovněž Studio pro elektronickou hudbu a Institut pro novou hudbu. Do školy je začleněn Drážďanský komorní sbor, Archiv Heinricha Schütze je součástí Ústavu pro hudební vědu.
Vystoupení studentů se většinou odehrávají v centrální budově na náměstí Wettiner Platz, která od října 2008 disponuje malým sálem navrženým studiem Hammerkrause Architekten ze Stuttgartu se 450 místy. Spolu se Státním divadlem v Drážďanech využívá operní třída jeviště v drážďanském Neustadtu, jež je uzpůsobeno pro hudební divadlo. Vysoká hudební škola je také pravidelným hostem na jiných jevištích ve městě včetně Semperovy opery, zámku Albrechtsberg a paláce Marcolini.

## Rektoři
- 1945–1951: Fidelio Fritz Finke
- 1952–1963: Karl Laux
- 1963–1968: Hans-Georg Uszkoreit
- 1968–1980: Siegfried Köhler
- 1980–1984: Gerd Schönfelder
- 1984–1990: Dieter Jahn
- 1990–1991: Monika Raithel
- 1991–2003: Wilfried Krätzschmar
- 2003–2010: Stefan Gies
- 2010–2015: Ekkehard Klemm
- 2015–2018: Judith Schinker[9]
- Od roku 2019: Axel Köhler

## Profesoři a vyučující
| A–G - Mark Andre - Olaf Bär - Matthias Bätzel - Barbara Beyer - Till Brönner - Malte Burba - Helmut Fuchs - Holger Gehring - Matthias Geissler - Manuel Gervink - Michael Griener | H–L - Eckart Haupt - Michael Heinemann - Matthias Herrmann - Jörn Peter Hiekel - John Holloway - Ramón Jaffé - Annette Jahns - Ekkehard Klemm - Matthias Liebich | M–R - Igor Malinovsky - Franz Martin Olbrisch - Aglaja Orgeni - Hans-Christoph Rademann - Ludger Rémy - Hans-Jürgen Reznicek - Peter Rösel - Céline Rudolph | S–Z - Pauline Sachse - Eric Schaefer - Gustav Scharfe - Erich Schneider - Günter Sommer - Manos Tsangaris - Matthias Weichert - Jörg-Peter Weigle - Michael-Christfried Winkler - You Ji-yeoun - Arkadi Zenzipér - Thomas Zoller |